# Камень (фильм, 2013)
Камень (кор. 스톤, Deo Seu-ton) — корейская криминальная драма 2013 года, снятая режиссёром Чо Серэ. Премьера фильма состоялась на Международном Кинофестивале в Локарно 2013 года. Также фильм стал участником программы кинофестиваля Fukuoka Asian Film Festival. В кинопрокат фильм вышел 12 июня 2014 года.

## Сюжет
Мин Су — молодой выпускник корейской академии по игре го, выросший без отца. Вместо того, чтобы продолжать развивать своё мастерство в игре и стремиться к карьере спортсмена, он играет в го на деньги, часто, с бандитами и азартными игроками. После одной из таких партий судьба сводит Мин Су с главарём преступной группировки Нам Хэ. Нам Хэ, человек среднего возраста, привыкший добиваться своего через силу и авторитет. После встречи с Мин Су у сурового мафиози возрождается любовь к игре. Молодой человек становится его учителем, общение друг с другом заставляет обоих задуматься о своей жизни, развитии и пути — Нам Хэ размышляет о том, чтобы оставить криминальный мир, а Мин Су вновь задумывается о профессиональных турнирах по го.

## Критика
В отзыве издания Screen Daily отмечается интересная подача проблемы «отцов и детей» через раскрытие отношений двух главных героев, а также раскрытии двух миров, связанных через игру. В рецензии от Hanguk Yeonghwa фильм назван «очевидным любовным посланием в адрес игры го»; по мнению критика, фильм вышел слишком затянутым, а некоторые второстепенные сюжетные линии являются лишними, при том, что характеры главных героев могли бы получить большее раскрытие, также отдельно отмечена актёрская игра Пак Вон Сана.